# آنتونی فوکر
آنتونی فوکر، (به انگلیسی: Anthony Fokker) (زاده ۶ آوریل ۱۸۹۰ – درگذشته ۲۳ دسامبر ۱۹۳۹) کارآفرین، خلبان و مهندس هوافضای هلندی-آمریکایی بود، که در سال ۱۹۱۲ شرکت فوکر را تأسیس کرد.
وی طراحی چندین مدل از نخستین تولیدات شرکت فوکر را برعهده داشت، که برای نمونه می‌توان به فوکر دی‌آر ۱ اشاره نمود. شرکت فوکر در سال ۱۹۹۶ منحل شد، گرچه کماکان از محصولات آن در کشورهایی مثل ایران استفاده می‌شود.